# یادگار علیا
یادگار علیا، روستایی از توابع بخش پائین جام شهرستان تربت جام در استان خراسان رضوی ایران است.

## جمعیت
این روستا در دهستان زام قرار دارد و براساس سرشماری مرکز آمار ایران در سال ۱۳۸۵، جمعیت آن ۳۹۸ نفر (۸۸خانوار) بوده‌است.